# Långbasinterferometri

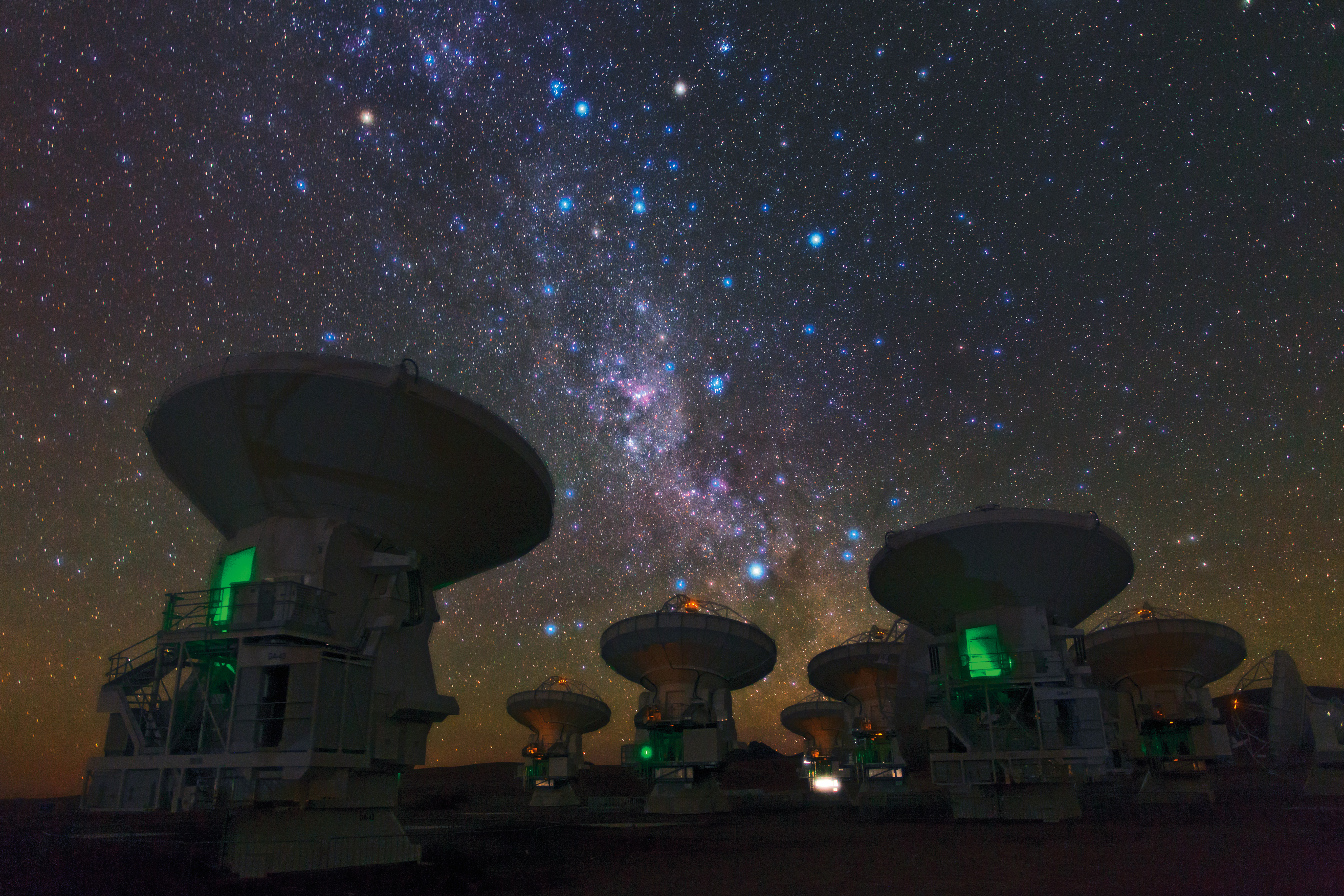
Några av Atacama Large Millimeter Array-radioteleskopen

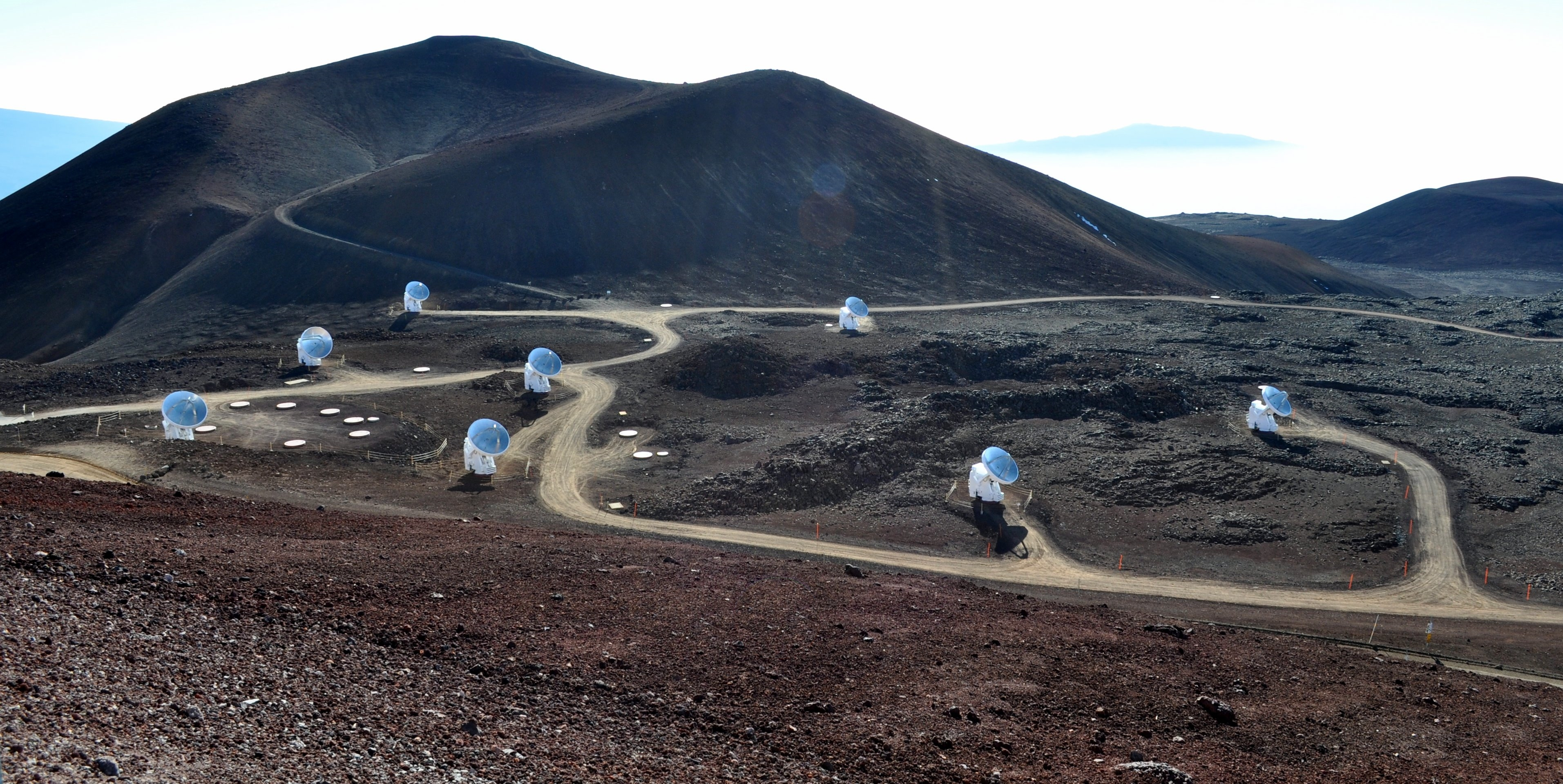
De åtta radioteleskopen i Smithsonian Submillimeter Array, belägna vid Mauna Kea-observatoriet i Hawaii

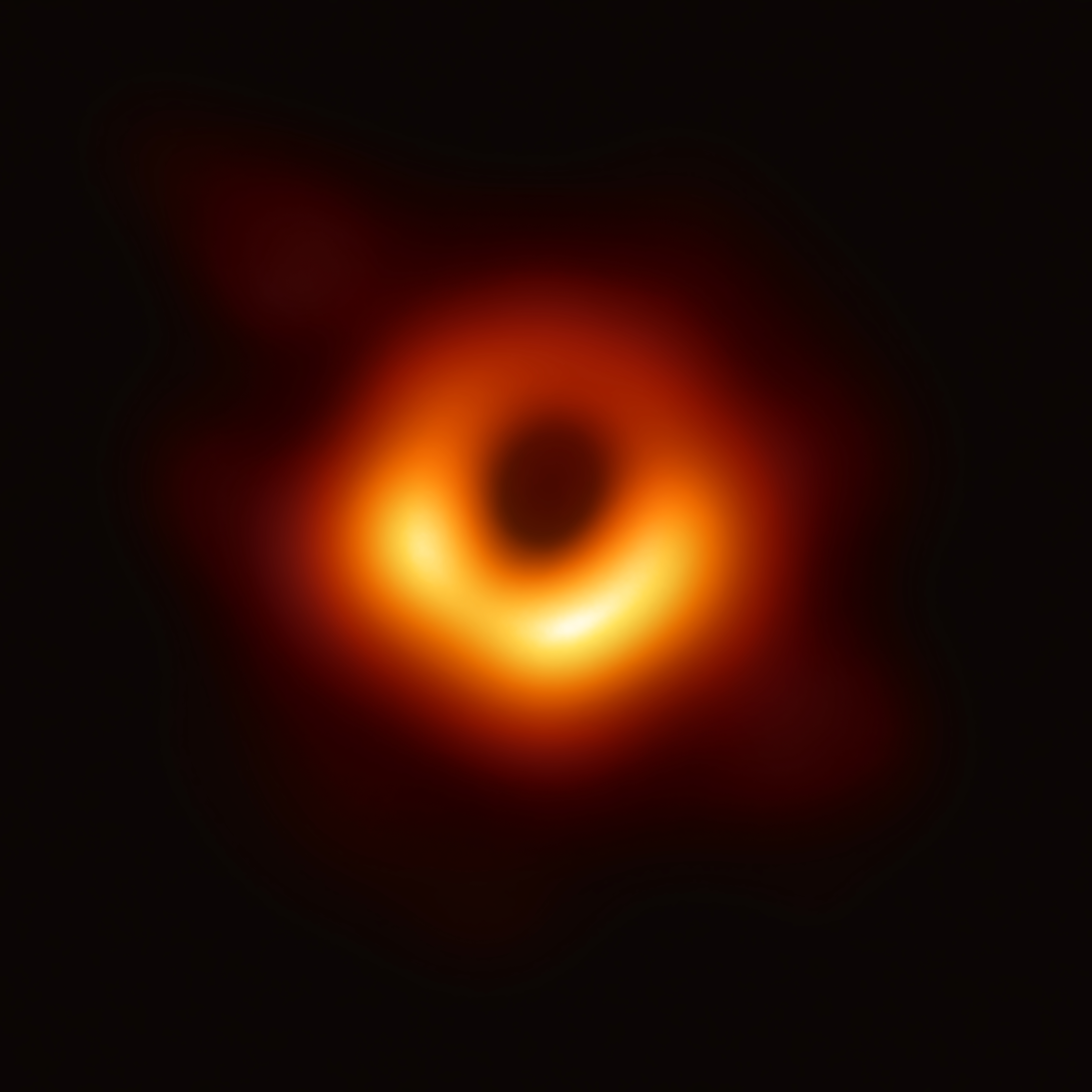
VLBI användes för att skapa den första bilden av ett svart hål, avbildad av Event Horizon Telescope och publicerad i april 2019.

Långbasinterferometri (förkortas VLBI efter engelskans Very Long Baseline Interferometry) är en teknik för att genom mycket långa baslinjer (oftast flera tusen kilometer) via interferometrisk mätning av radiosignaler från avlägsna astronomiska radiokällor, som till exempel kvasarer, uppnå en bild i hög upplösning av objektet.
Tekniken består i att flera radioteleskop långt från varandra, ofta på olika kontinenter, samtidigt observerar samma objekt. Observationerna måste noggrant synkroniseras med hjälp av atomur. Observationsdata från de olika teleskopen skickas sedan via olika nätverk till en gemensam analyscentral, och där analyseras observationerna i kraftfulla datorer. Efter analysen kan man sedan skapa detaljerade bilder ("kartor") av de observerade astronomiska objekten. De större teleskopseparationerna är möjliga i VLBI på grund av utvecklingen av closure phase imaging-tekniken av Roger Jennison på 1950-talet, vilket gör att VLBI kan producera bilder med överlägsen upplösning.
VLBI är mest känt för att avbilda avlägsna kosmiska radiokällor, spårning av rymdfarkoster och för tillämpningar inom astrometri. Men eftersom VLBI-tekniken mäter tidsskillnaderna mellan ankomsten av radiovågor till separata antenner, kan den också användas "omvänt" för att utföra jordrotationsstudier, kartlägga rörelser av tektoniska plattor mycket exakt (inom millimeter) och utföra andra typer av geodesi. Att använda VLBI på detta sätt kräver ett stort antal tidsskillnadsmätningar från avlägsna källor (som kvasarer) observerade med ett globalt nätverk av antenner under en tidsperiod.

## Metod

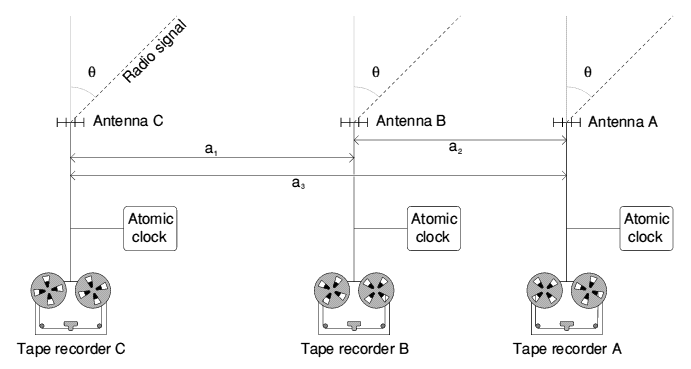
Registrering av data vid vart och ett av teleskopen i en VLBI-array. Extremt exakta högfrekventa klockor registreras tillsammans med astronomiska data för att hjälpa till att få synkroniseringen korrekt

I VLBI är de digitaliserade antenndata vanligtvis registrerade vid vart och ett av teleskopen. Antennsignalen samplas med en extremt exakt och stabil atomklocka (vanligtvis en vätemaser) som dessutom är låst till en GPS-tidsstandard. Vid sidan av de astronomiska dataproverna registreras utsignalen från denna klocka. De inspelade medierna transporteras sedan till en central plats. Experiment har också utförts med "elektroniska" VLBI (e-VLBI) där data skickas av fiberoptik (till exempel 10 Gbit/s fiberoptiska vägar i det europeiska forskningsnätverket GEANT2) och inte registreras vid teleskopen, vilket påskyndar och förenklar observationsprocessen avsevärt. Även om datahastigheterna är mycket höga kan data skickas över normala internetanslutningar med fördel av att många av de internationella höghastighetsnäten ofta har betydande ledig kapacitet.
Vid platsen för korrelatorn spelas data upp. Tidpunkten för uppspelningen justeras i enlighet med atomklockans signaler och de beräknade ankomsttiderna för radiosignalen vid vart och ett av teleskopen. Ett intervall av uppspelningstider över ett intervall av nanosekunder testas vanligtvis tills rätt timing hittas.

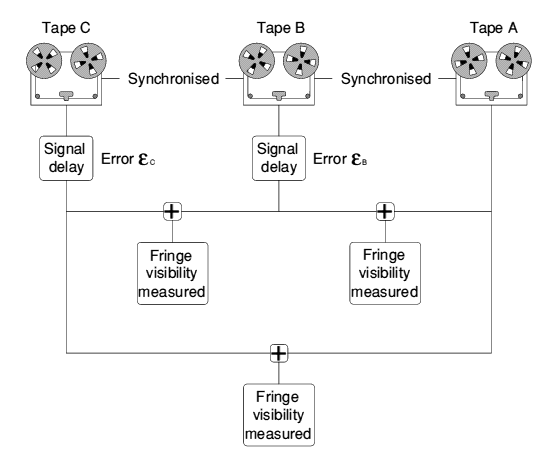
Spelar upp data från vart och ett av teleskopen i en VLBI-array. Stor noggrannhet måste iakttas för att synkronisera uppspelningen av data från olika teleskop. Atomklocksignaler inspelade med data hjälper till att få timingen korrekt.

Varje antenn kommer att vara på ett annat avstånd från radiokällan, och som med den korta baslinjeradiointerferometern måste fördröjningarna som uppstår på grund av det extra avståndet till en antenn läggas till på konstgjord väg till de signaler som tas emot vid var och en av de andra antennerna. Den ungefärliga fördröjningen som krävs kan beräknas utifrån problemets geometri. Banduppspelningen synkroniseras med hjälp av de inspelade signalerna från atomur som tidsreferenser, som visas på ritningen till höger. Om antennernas position inte är känd med tillräcklig noggrannhet eller om de atmosfäriska effekterna är betydande, måste finjusteringar av fördröjningarna göras tills interferensfransar detekteras. Om signalen från antenn A tas som referens kommer felaktigheter i fördröjningen att leda till fel{\displaystyle \epsilon _{B}}och {\displaystyle \epsilon _{C}} i faserna för signalerna från band B respektive C (se ritningen till höger). Som ett resultat av dessa fel kan inte fasen av den komplexa sikten mätas med en interferometer med mycket lång baslinje.
Temperaturvariationer vid VLBI-platser kan deformera antennernas struktur och påverka baslinjemätningarna. Att försumma atmosfäriskt tryck och hydrologiska belastningskorrigeringar på observationsnivå kan också kontaminera VLBI-mätningarna genom att introducera års- och säsongssignaler, som i tidsserien Global Navigation Satellite System.
Fasen för den komplexa synligheten beror på symmetrin hos källans ljusstyrkefördelning. Vilken ljusstyrkefördelning som helst kan skrivas som summan av en symmetrisk komponent och en antisymmetrisk komponent. Den symmetriska komponenten av ljusstyrkefördelningen bidrar bara till den verkliga delen av den komplexa sikten, medan den antisymmetriska komponenten bara bidrar till den imaginära delen. Eftersom fasen för varje komplex synlighetsmätning inte kan bestämmas med en mycket lång baslinjeinterferometer är symmetrin för motsvarande bidrag till källans ljusstyrkfördelning inte känd.
Roger Clifton Jennison utvecklade en ny teknik för att få information om siktfaser när fördröjningsfel förekommer, med hjälp av en observerbar som kallas stängningsfasen. Även om hans initiala laboratoriemätningar av stängningsfasen hade gjorts vid optiska våglängder, förutsåg han större potential för sin teknik inom radiointerferometri.  År 1958 visade han dess effektivitet med en radiointerferometer, men den blev allmänt använd för radiointerferometri med lång baslinje först 1974. Minst tre antenner krävs. Denna metod användes för de första VLBI-mätningarna, och en modifierad form av denna metod ("Self-Calibration") har därefter fortsatt att användas.

## Vetenskapliga resultat
Några av de vetenskapliga resultaten som härrör från VLBI är:
- Högupplöst radioavbildning av kosmiska radiokällor.
- Avbildning av närliggande stjärnors ytor vid radiovåglängder (se även interferometri ) – liknande tekniker har också använts för att göra infraröda och optiska bilder av stjärnytor.
- Definition av den celesta referensramen.[5][6]
- Mätning av solsystemets acceleration mot Vintergatans centrum.[7]: 6–7
- Rörelse av jordens tektoniska plattor.
- Regional deformation och lokal höjning eller sättning.
- Jordens orienteringsparametrar och fluktuationer i dygnets längd.[8]
- Underhåll av den markbundna referensramen.
- Mätning av gravitationskrafter från solen och månen på jorden och jordens djupa struktur.
- Förbättring av atmosfäriska modeller.
- Mätning av tyngdkraftens grundläggande hastighet.
- Spårningen av Huygens-sonden när den passerade genom Titans atmosfär, vilket möjliggör mätningar av vindhastighet.[9]
- Första avbildningen av ett supermassivt svart hål.[1][10]

## VLBI-matriser
Det finns flera VLBI-arrayer i Europa, Kanada, USA, Chile, Ryssland, Kina, Sydkorea, Japan, Mexiko, Australien och Thailand. Den mest känsliga VLBI-arrayen i världen är European VLBI Network (EVN). Detta är en deltidsuppsättning som samlar de största europeiska radioteleskopen och några andra utanför Europa för typiska veckolånga sessioner, där data bearbetas vid Joint Institute for VLBI in Europe (JIVE). Very Long Baseline Array (VLBA), som använder tio anslutna 25-meters teleskop som spänner över 5 351 miles över USA, är den största VLBI-arrayen som fungerar året runt som både ett astronomiskt och geodesiinstrument. Kombinationen av EVN och VLBA är känd som Global VLBI. När en eller båda dessa arrayer kombineras med rymdbaserade VLBI-antenner som HALCA eller Spektr-R, är den erhållna upplösningen högre än något annat astronomiskt instrument, som kan avbilda himlen med en detaljnivå mätt i mikrobågsekunder. VLBI drar i allmänhet nytta av de längre baslinjerna som internationellt samarbete ger, med ett anmärkningsvärt tidigt exempel 1976, då radioteleskop i USA, Sovjetunionen och Australien kopplades samman för att observera hydroxyl-maserkällor. Denna teknik har använts av Event Horizon Telescope, vars mål är att observera de supermassiva svarta hålen i mitten av Vintergatans galax och Messier 87.

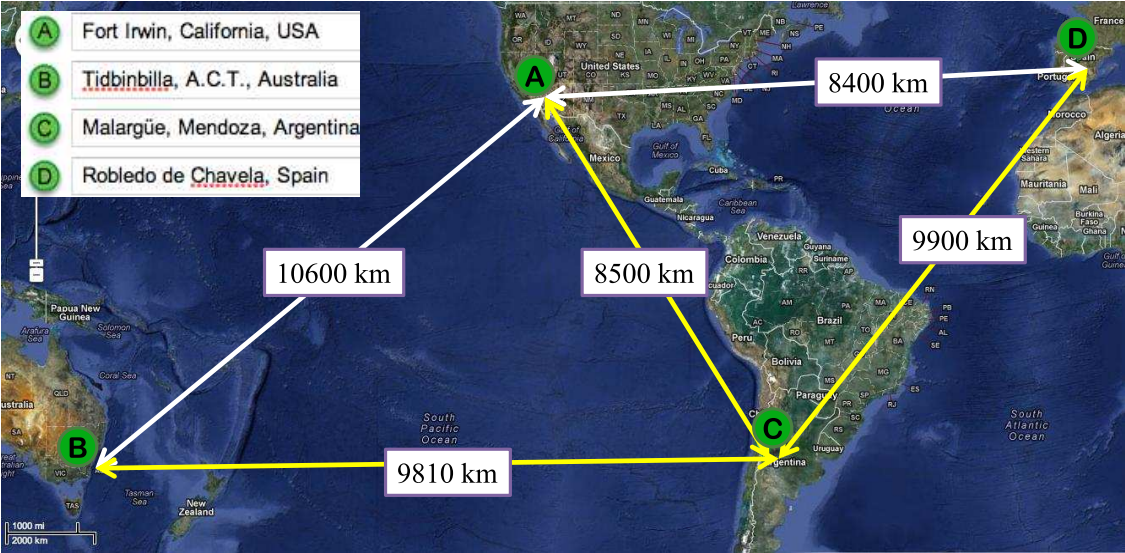
Avstånd till Malargue-stationen från de andra stationerna i NASA VLBI-nätverket

NASA:s Deep Space Network använder sina större antenner (som normalt används för rymdfarkostkommunikation) för VLBI, för att konstruera radioreferensramar för navigering av rymdfarkoster. Inkluderandet av ESA-stationen i Malargue, Argentina, lägger till baslinjer som möjliggör mycket bättre täckning av det södra halvklotet.

## e-VLBI

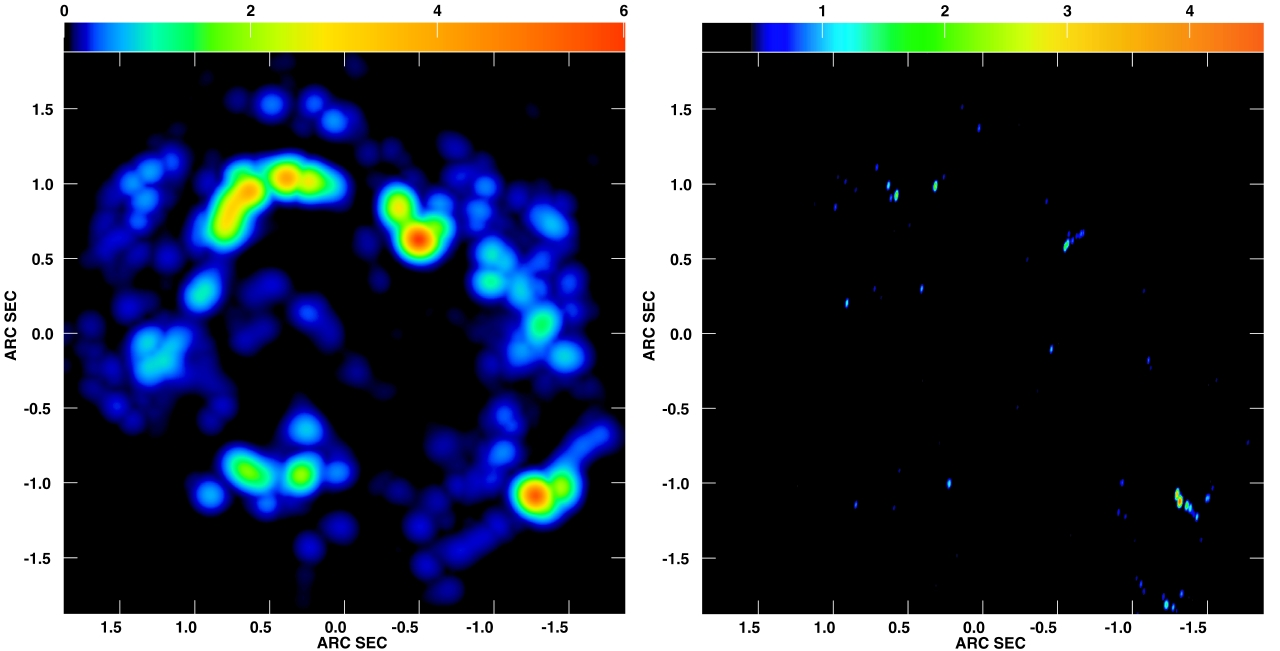
Bild på källan IRC +10420. Bilden med lägre upplösning till vänster togs med Storbritanniens MERLIN-array och visar skalet av maseremission som produceras av ett expanderande gasskal med en diameter som är ungefär 200 gånger större än solsystemet. Gasskalet kastades ut från en superjättestjärna (10 gånger solens massa) i centrum av utsläppet för cirka 900 år sedan. Motsvarande EVN e-VLBI-bild (höger) visar den mycket finare strukturen hos masrarna som är synliga med den högre upplösningen hos VLBI-arrayen.

VLBI har traditionellt fungerat genom att spela in signalen vid varje teleskop på magnetband eller skivor och skicka dem till korrelationscentret för repris. År 2004 blev det möjligt att ansluta VLBI-radioteleskop i nära realtid, samtidigt som man fortfarande använder VLBI-teknikens lokala tidsreferenser, i en teknik som kallas e-VLBI. I Europa var sex radioteleskop från European VLBI Network (EVN) kopplade till Gigabit per sekund-länkar via deras nationella forskningsnätverk och det paneuropeiska forskningsnätverket GEANT2, och de första astronomiska experimenten med denna nya teknik genomfördes framgångsrikt.
Bilden till höger visar den första vetenskapen som producerats av European VLBI Network med hjälp av e-VLBI. Data från vart och ett av teleskopen dirigerades genom GÉANT2- nätverket och vidare genom SURFnet för att bearbetas i realtid vid European Data Processing Center vid JIVE.

## Rymd-VLBI
I jakten på ännu större vinkelupplösning har anslutna VLBI-satelliter placerats i jordens omloppsbana för att ge kraftigt utökade baslinjer. Experiment som innefattar sådana rymdburna arrayelement kallas Space Very Long Baseline Interferometry (SVLBI). Det första SVLBI-experimentet utfördes på Saljut-6 omloppsstation med KRT-10, ett 10-meters radioteleskop, som lanserades i juli 1978.
Den första anslutna SVLBI-satelliten var HALCA, ett 8-meters radioteleskop, som startades i februari 1997 och gjorde observationer fram till oktober 2003. På grund av parabolens ringa storlek kunde endast mycket starka radiokällor observeras med SVLBI-matriser som inkorporerade den.
En annan SVLBI-satellit, ett 10-meters radioteleskop Spektr-R, startades i juli 2011 och gjorde observationer fram till januari 2019. Den placerades i en mycket elliptisk omloppsbana, som sträckte sig från en perigeum på 10 652 km till en apogeum på 338 541 km, vilket gör SVL RadioAstron, SVLBI-programmet som innehåller satellit- och marksystem, till den största interferometer hittills. Systemets upplösning nådde 8 mikrobågsekunder.

## Internationell VLBI-tjänst för geodesi och astrometri
International VLBI Service for Geodesy and Astrometry (IVS) är ett internationellt samarbete vars syfte är att använda observation av astronomiska radiokällor med hjälp av VLBI för att exakt bestämma jordorienteringsparametrar (EOP) och himmelska referensramar (CRF) och terrestrial referensramar (TRF). IVS är en tjänst som fungerar under International Astronomical Union (IAU) och International Association of Geodesy (IAG).